# Tiro ai Giochi della XXXI Olimpiade - Pistola 10 metri aria compressa femminile
La gara di pistola 10 metri aria compressa femminile dei Giochi della XXXI Olimpiade si è svolta il 7 agosto 2016. Hanno partecipato 44 atlete provenienti da 33 diverse nazioni.

## Record
Prima della competizione, i record olimpici e mondiali erano i seguenti:
| Qualificazione  | Qualificazione                           | Qualificazione | Qualificazione              | Qualificazione   |
| --------------- | ---------------------------------------- | -------------- | --------------------------- | ---------------- |
| Record mondiale | Svetlana Smirnova (Russia)               | 393            | Monaco di Baviera, Germania | 23 maggio 1998   |
| Record olimpico | Natal'ja Paderina (Russia)               | 391            | Pechino, Cina               | 10 agosto 2008   |
| Intera gara     |                                          |                |                             |                  |
| Record mondiale | Heena Sidhu (Indio)                      | 203.8          | Monaco di Baviera, Germania | 10 novembre 2015 |
| Record olimpico | Regola ISSF modificata il 1 gennaio 2013 |                |                             |                  |